# 張振寰
張振寰（1959年10月12日—2025年3月14日），臺灣男演員。出生於臺灣。初為電影製片，後成為武行、武術指導，再成為演員。

## 生平
1976年在電影《新孫悟空72變》中，以藝名「龍少輝」飾演二郎神楊戩出道；後改藝名為「龍少飛」，總共拍過《新孫悟空72變》、《糊塗三劍客》、《戚繼光》等十餘部電影。退伍後，以本名張振寰進入電視圈，第一部電視劇為韋辛製作之華視《唐三五誡》。1983年，演出華視《小李飛刀》中之荊無命，造型和演技大受矚目；接著演出中視《後街》、《長巷》、《挑伕》，成名。1984年回到華視演出《大俠沈勝衣》之沈勝衣，大紅大紫。
1987年開始嘗試時裝劇，以《掌聲響起》角色柳成章，獲得華視獎男演員獎，以及入圍台北市演員工會第一屆表演藝術金龍獎「最有潛力電視新人獎」。其他代表作品有：《小李飛刀》荊無命、《挑伕》路霖、《大俠沈勝衣》沈勝衣、《掌聲響起》柳成章、《少年張三豐》楊軌山、《一代皇后大玉兒》潤福、《俠義見青天》白玉堂、《秦始皇的情人》蒙恬。
90年代起，張振寰事業下滑，隨年齡增長從男一變配角，轉經商失敗，欠下千萬負債，讓他抑鬱、酗酒、家暴，導致和歌手鮑正芳離婚。兩人育有一子，由女方扶養。離婚後，張振寰開始打雜工，做過清潔工、餐廳洗盤、掃地，賣燒餅，並領取政府救濟金。張振寰因長期躁鬱症和痛風，情緒不穩，工作不便，屢因喝酒鬧事上社會版面。
2025年3月14日，被發現陳屍家中，已死亡多日。

## 演出作品

### 電影
龍少飛時期
| 年份   | 片名                                                        | 角色                 | 合演                         |
| 1976年 | 《新孫悟空72變》                                            | 二郎神楊戩           | 丁華寵、范丹鳳等             |
| 1978年 | 《糊塗三劍客/又名：糊塗俠女 /又名：糊塗三俠客或糊塗三劍俠》 | 方小寶               | 陶大偉、李滔、孟飛等         |
| 1978年 | 《戚繼光》                                                  | 許將軍               | 柯俊雄、孟飛、陸一龍等       |
| 1978年 | 《金木水火土》                                              | 地虎                 | 秦祥林、衛子雲、司馬玉嬌等   |
| 1978年 | 《佛法無邊/又名：佛光普照》                                 | 東海龍王三太子敖丙   | 衛子雲、楊惠珊、范丹鳳等     |
| 1979年 | 《硬漢鐵橋三/又名：莽漢鬥老千》                             | 崆峒四怪－老四鬼影腳 | 袁小田、王冠雄、苗天等       |
| 1979年 | 《錦衣衛》                                                  | 高振英大人之子－高瑋 | 張翼、岳華等                 |
| 1980年 | 《醉八仙/又名：醉八仙拳》                                   | 金銀雙虎－金虎       | 孟飛、司馬玉嬌、午馬等       |
| 1981年 | 《河南嵩山少林寺》                                          | 小青龍               | 陳山、龍冠武、江南等         |
| 1981年 | 《禦劍伏魔》                                                | 鷹幫幫主手下之金鷹   | 孟飛、井莉、夏玲玲、張翼等   |
| 1982年 | 《雜牌大進擊》                                              | 阿茂                 | 謝賢、井莉、陳觀泰、李國修等 |

張振寰時期
| 年份   | 片名                                 | 角色 | 合演                             |
| 1986年 | 《國父孫中山與開國英雄/ 又名國父傳》 | 馬湘 | 林偉生、萬梓良、劉家輝、爾冬陞等 |
| 1988年 | 《騙王之王》                         |      | 袁嘉佩、龍冠武、龍劭華、韋弘等   |
| 1999年 | 《一代梟雄曹操》                     | 華歆 | 柯俊雄、劉家輝、谷峰等           |
| 2003年 | 《醉猴 /又名：醉馬騮》               | 文豹 | 吳京、劉家良、劉家輝、戚冠軍等   |

### 電視劇
| 首播   | 電視台       | 劇名                                 | 角色                             | 合演                                                     |
| 1981年 | 華視         | 唐三五誡                             | 薩爾秋護衛，鐵三角之一           | 衛子雲、龍隆、陸一龍、范丹鳳 等                          |
| 1981年 | 華視         | 浩劫天倫淚                           | 沙天彪手下                       | 陳麗麗、衛子雲、龍隆 等                                  |
| 1982年 | 華視         | 大追緝                               | 未知                             | 衛子雲、葉海芳 等                                        |
| 1982年 | 華視         | 12月 小李飛刀 (衛子雲版)             | 荊無命                           | 衛子雲、周雅芳、張復建 等                                |
| 1983年 | 華視         | 蕭十一郎                             | 客串 風滿樓                      | 勾峰、范丹鳳 等                                          |
| 1983年 | 華視         | 七巧遊龍                             | 客串 鐵君子                      | 衛子雲、周雅芳 等                                        |
| 1983年 | 中視         | 後街                                 | 范青程                           | 夏光莉 、張詠詠 等                                       |
| 1983年 | 中視         | 長巷                                 | 呂一飛                           | 張詠詠、丁華寵、王淑娟 等                                |
| 1984年 | 中視         | 挑伕                                 | 路霖                             | 郎雄 、張詠詠 等                                         |
| 1984年 | 華視         | 4月 《天蠶再變》                     | 客串 點蒼派掌門－清虛道長        | 顧冠忠、曾亞君、劉芳英、張復建 等                        |
| 1984年 | 華視         | 大俠沈勝衣                           | 沈勝衣                           | 范丹鳳、翟玉娘、江生、楊懷民、李烈、葉飛（楊平安）等     |
| 1984年 | 華視         | 神劍無敵                             | 余英杰、中州一劍－余天雄（英杰之父） | 范丹鳳、藍文青、龍君兒、曾亞君、鄭少峰 等                |
| 1984年 | 華視         | 諸葛四郎/ 四郎與真平－孔雀俠與黑騎士 | 黑騎士/ 落葉城城主－左晴山       | 衛子雲、龍傳人、張光禧、鄭少峰 等                        |
| 1985年 | 華視         | 3月 大地春雷                         | 萬君豪                           | 張復建、李亞明、許佩容、張玉玲 等                        |
| 1985年 | 華視         | 名劍風流                             | 丁嵐                             | 陳麗麗、許佩容、李陸齡 等                                |
| 1985年 | 華視         | 生死門                               | 聶寒雲                           | 韓湘琴、廖麗玲、黃仲裕、張復建、藍文青、葉飛（楊平安）等 |
| 1987年 | 華視         | 神仙一把抓                           | 慕漢明、鷹族族長（第一集）       | 秦風、狄鶯、陳復生、鄒美儀 等                            |
| 1987年 | 華視         | 走馬燈 黑色天使                      | 殺人犯                           | 吳靜嫻 等                                                |
| 1987年 | 華視         | 走馬燈 我是大丈夫                    | 未知                             | 曾亞君、鄭進一 等                                        |
| 1987年 | 華視         | 西施 (馮寶寶版)                      | 客串 陰陽子                      | 宗華、馮寶寶、張復建、藍文青 等                          |
| 1987年 | 華視         | 棋中奇                               | 單孤                             | 衛子雲、龍隆、李亞明、趙永馨、楊光友、雷洪 等            |
| 1988年 | 華視         | 掌聲響起                             | 柳成章                           | 張國柱、雲中岳、俞小凡、吳靜嫻 等                        |
| 1988年 | 華視         | 雙面遊俠                             | 超越人                           | 林威、金瑞瑤、顧冠忠、李亞明 等                          |
| 1988年 | 華視         | 11月 八千里路雲和月                  | 王貴                             | 何家勁、金超群、范鴻軒、張復建、藍文青 等                |
| 1989年 | 台視         | 邊城刀聲 (1986便已殺青)              | 葉開                             | 伍衛國、黃曼凝、古錚 等                                  |
| 1989年 | 華視         | 6月 華視劇展 單身女貴族              | 房客（小劇場負責人）             | 許佩容、魯直、譚艾珍 等                                  |
| 1989年 | 華視         | 星夢淚痕                             | 阿松                             | 周筱雲、王秀峰、桑妮 等                                  |
| 1989年 | 華視         | 一門英烈穆桂英                       | 楊宗保                           | 魏秋樺、金超群、龍隆、李麗鳳 等                          |
| 1989年 | 華視         | 9月 六壯士 壯士行                    | 吳王僚                           | 郎雄、馬雷蒙 等                                          |
| 1989年 | 華視         | 9月 六壯士 音容劫                    | 智伯                             | 鄧安寧、郎雄、曾亞君 等                                  |
| 1989年 | 華視         | 10月 365個男人 飛越杜鵑窩的男人      | 佑典                             | 李麗鳳、盧迪、程惠、常青 等                              |
| 1989年 | 華視         | 12月 365個男人 出賣自己的男人        | 計程車司機－翁正福               | 許佩容、王慕光、陳嬰凡 等                                |
| 1990年 | 華視         | 2月 365個男人 和夏娃失約的男人       | 年輕室內設計師（同性戀者）       | 劉越逖、張遙、何晶燕 等                                  |
| 1990年 | 華視         | 2月 華視劇展 城市夫妻                | 未知                             | 趙家蓉、廖威凱、張遙、程惠 等                            |
| 1991年 | 華視         | 4月 華視劇展 永不缺席                | 周家豪                           | 許佩容、徐乃麟、李天柱、陳琪 等                          |
| 1991年 | 華視         | 少年張三豐                           | 楊軌山                           | 何家勁、魏秋樺、龍隆 等                                  |
| 1991年 | 華視         | 4月 家有仙妻                         | 客串 白蓮大師                    | 林以真、彭恰恰、白冰冰 等                                |
| 1991年 | 華視         | 12月 濟公新傳                        | 和尚                             | 顧寶明、游安順、胡佩蓮 等                                |
| 1992年 | 公視製播組   | 1月孫叔叔說故事 草包秀才與勢利眼     | 草包秀才                         |                                                          |
| 1992年 | 台視         | 舊老爸、新爹地                       | 未知                             | 堂娜、董志成 等                                          |
| 1992年 | 中視         | 一代皇后大玉兒                       | 潤福                             | 潘迎紫、劉青雲、爾冬陞、翟玉娘 等                        |
| 1992年 | 華視         | 6月 劉伯溫傳奇 冤氣沖天              | 林同                             | 張復建、楊仲恩、游安順、張詩涵、梁又南                   |
| 1993年 | 華視         | 包青天之狸貓換太子                   | 錦毛鼠白玉堂                     | 曾亞君、蕭艾、金超群、何家勁 等                          |
| 1993年 | 華視         | 包青天之紅花記                       | 錦毛鼠白玉堂                     | 張瑜、雷鳴、金超群、何家勁 等                            |
| 1993年 | 華視         | 劉伯溫傳奇 還珠願（上、中、下）      | 金羅漢                           | 張復建、楊仲恩、游安順、張莉莉、林秀玲、許淑蘋           |
| 1993年 | 華視         | 【封神榜】哪吒傳奇                   | 敖丙                             | 陳子強、徐若瑄、玉尚、范鴻軒、韓湘琴、江洋、陸一龍       |
| 1993年 | 台視         | 刺馬                                 | 關雲寶                           | 姜大衛、李婉華、顧冠忠 等                                |
| 1994年 | 台視         | 俠義見青天                           | 錦毛鼠白玉堂                     | 劉松仁、曾華倩、葉童 等                                  |
| 1994年 | 台視         | 倚天屠龍記                           | 殷野王                           | 馬景濤、葉童、周海媚 等                                  |
| 1994年 | 華視         | 孝的故事 三娘                        | 朱世寬                           | 曾亞君 等                                                |
| 1994年 | 華視         | 孝的故事 千兩黃金                    | 黃天來                           | 范鴻軒、曾亞君 等                                        |
| 1994年 | 華視         | 劉伯溫傳奇 大執法                    | 商離                             | 張復建、楊仲恩、游安順、玉尚                             |
| 1994年 | 華視         | 劉伯溫傳奇 盜屍奇譚                  | 武青山                           | 張復建、楊仲恩、游安順、王思懿、張莉莉                   |
| 1994年 | 華視         | 劉伯溫傳奇 梅城風雲                  | 袁威                             | 張復建、楊仲恩、游安順、陳孝萱、楊寶瑋、陸一龍、張莉莉   |
| 1994年 | 華視         | 國姓爺傳奇 醫祖沈全期                | 沙米兒                           | 趙樹海、龔慈恩、丁仰國 等                                |
| 1994年 | 華視         | 國姓爺傳奇 糧行風雲                  | 邱旺                             | 趙樹海、龔慈恩、丁仰國 等                                |
| 1994年 | 華視         | 國姓爺傳奇 靈符                      | 高千峰                           | 趙樹海、龔慈恩、丁仰國、侯炳瑩 等                        |
| 1994年 | 華視         | 國姓爺傳奇 降書風雲                  | 范魁                             | 趙樹海、龔慈恩、丁仰國 等                                |
| 1994年 | 華視         | 國姓爺傳奇 友情之旅                  | 傅輔正                           | 趙樹海、龔慈恩、丁仰國 等                                |
| 1994年 | 華視         | 七俠五義 怒犯天條                    | 客串 王猛                        | 張復建、焦恩俊、孫興、龍隆、鈕承澤 等                    |
| 1994年 | 華視         | 窈窕奶爸                             | 客串 傳播公司董事長              | 孫興、蕭艾、周雅芳、魯直 等                              |
| 1994年 | 華視         | 霸王花                               | 客串 洪立台                      | 孫興、張瓊姿、蕭薔、林瑞陽 等                            |
| 1995年 | 中視         | 帝女花 /又名：亂世不了情             | 李自成                           | 趙雅芝、葉童、黃文豪 等                                  |
| 1995年 | 中視         | 台北一路發                           | 未知                             | 慕鈺華、趙愛華、安迪 等                                  |
| 1995年 | 台視         | 秦始皇的情人                         | 蒙恬                             | 劉德凱、趙雅芝 等                                        |
| 1997年 | 華視         | 報告師父                             | 少林都寺－海豐                   | 顧寶明、陳俊生、張世 等                                  |
| 1997年 | 飛騰電影公司 | 江湖奇俠傳                           | 了因和尚                         | 鄭少秋、黃文豪、黃海冰 等                                |
| 1997年 | 飛騰電影公司 | 保鏢系列三部 翡翠娃娃                | 雲騰蛟/ 雲三/ 雲五               | 何家勁、黃文豪、劉玉婷 等                                |
| 1998年 | 飛騰電影公司 | 保鏢系列三部 情人保鏢                | 洪坤                             | 何家勁、黃文豪、劉玉婷 等                                |
| 1998年 | 飛騰電影公司 | 歡喜遊龍 假鳳虛凰                    | 貝二爺                           | 張衛健、翁家明、江淑娜 等                                |
| 1998年 | 台視         | 天地奇英花木蘭                       | 葉大鵬                           | 宋逸民、龔慈恩、楊麗菁 等                                |
| 1999年 | 飛騰電影公司 | 刀歌系列三部 短刀行                  | 程景泰                           | 張衛健、劉玉婷、林小樓 等                                |
| 1999年 | 飛騰電影公司 | 刀歌系列三部 迴旋刀                  | 浦立昌                           | 焦恩俊、賈靜雯、何美鈿 等                                |
| 1999年 | 飛騰電影公司 | 神捕系列四部                         | 程咬銀                           | 鄭少秋、俞小凡、張庭、黃文豪 等                          |
| 1999年 | 飛騰電影公司 | 馬永貞之英雄血                       | 段天峰                           | 何家勁、俞小凡、黃文豪 等                                |
| 1999年 | 飛騰電影公司 | 少年英雄方世玉                       | 方德                             | 張衛健、恬妞、何美鈿 等                                  |
| 2000年 | 飛騰電影公司 | 迷俠                                 | 巴武                             | 黃文豪、恬妞、李小璐 等                                  |
| 2000年 | 華視         | 鹿鼎記/ 又名：小寶與康熙             | 吳三桂                           | 張衛健、譚耀文 等                                        |
| 2000年 | 華視         | 才子佳人乾隆皇 玉指環                | 張廷玉                           | 陳莎莉、秦漢、陳亞蘭 等                                  |
| 2000年 | 亚洲电视     | 妳想的愛                             | 陳德宗                           | 恬妞、劉美君、陳啟泰 等                                  |
| 2001年 | 華視         | 四大名捕鬥將軍 /又名：少年四大名捕   | 客串 不死神龍冷悔善              | 聶遠、黃少祺、何潤東 等                                  |
| 2005年 | 華視         | 海豚愛上貓                           | 徐進東                           | 彭于晏、張韶涵、張智堯 等                                |
| 2005年 | 台視         | 風中戰士                             | 魏建平                           | 邱澤、柏妍安、何潤東 等                                  |
| 2007年 | 鑫寶源       | 白手風雲                             | 楚濤                             | 寇世勳、鐘漢良、恬妞 等                                  |

### 錄影帶
- 1984年《水晶人》錄影帶三集 飾 龍飛（合演：龍隆、龍君兒、高幸枝等）三一公司

### 綜藝節目
- 1988年《港台明星籃球賽》
- 1990年《好彩頭》第285集（合演來賓：鄧瑋婷）
- 2000年《龍虎綜藝王－超級巨星秀》
- 2005年《女狼俱樂部》
- 2005年《冰火五重天》

### 廣告
- 1985年《硫克肝》廣告

### 影集
- 1987年《摩登忍者系列－輪斬》影集四集 飾 小白龍（合演：羅銳、黃鶯、尤金湯姆斯等）

### 歌中劇
- 1988年《風華絕代》蔡琴歌中劇（合演：蔡琴等）宗華製作

## 獎項紀錄
| 年份   | 頒獎典禮             | 獎項               | 影片         | 角色   | 結果 |
| ------ | -------------------- | ------------------ | ------------ | ------ | ---- |
| 1988年 | 華視獎               | 男演員獎           | 《掌聲響起》 | 柳成章 | 獲獎 |
| 1988年 | 第一屆表演藝術金龍獎 | 最有潛力電視新人獎 | 《掌聲響起》 | 柳成章 | 提名 |